# Gaston Waringhien
Gaston Waringhien, pseudonym E. G. Maura (20. července 1901 – 20. prosince 1991), byl francouzský profesor, lexikolog a gramatik esperanta.

## Dílo
Podílel se na popularizaci esperanta, překládal jak z francouzštiny do esperanta, tak z esperanta. Byl redaktorem esperantistické literární revue La nica literatura revuo, v této revui uveřejnil i řadu svých básní (zpravidla pod pseudonymem E. G. Maura)
Napsal značný počet děl, přičemž za nejvýznamnější jsou považovány Plena vortaro de esperanto a Plena ilustrita vortaro de esperanto. Jeho nejvýraznější projev byl v esejích, kde se často zabýval otázkami spojenými s esperantem.
- Plena vortaro de esperanto, vyšlo v několika vydáních
- Plena ilustrita vortaro de esperanto, je velmi rozsáhlé dílo, které má téměř 1400 stran.
- Skizo pri esperanta metriko a beletro, dílo sestavené z esejí
- Leteroj de Zamenhof, dokumentární dílo sestavené ze sebraných dopisů Zamenhofových
- Duonvoce, básně vydané pod pseudonymem E. G. Maura

Eseje
- Eseoj I.
- Lingvo kaj vivo
- Ni kajgi,
- 1887 kaj la sekvo (Eseoj IV.)
- Kaj la center – Nur literaturo

### Odborná literatura
Jeho odborná literatura se týká pouze esperanta, ale jeho přínos po stránce gramatické je považovaný za významný. S K. Kalocsayem spolupracoval na: Plena gramatiko de esperanto, Plena Analiza Gramatiko de Esperanto, Parnasa Gvidlibro, Floroj de l`Malbono, Kantoj kaj Romancoj. Je také autorem největšího národního slovníku Esperanta Franca Vortaro.

### Překlady
- La renesanca periodo, jedná se o překlad francouzských básní z 16. století,
- La klasika periodo (Tra la par-ko de la franca poezio), básně nejlepších francouzských básníků 17. a 18. století
- La trofeoj, sonety od M. Heredia
- La himeroj, překlad G. Nervala, básně jsou zde jak francouzsky tak esperantem
- Maksimoj De La Rochefoucauld
- Roboj de Omar Kajam